# 301省道 (宁夏回族自治区)
宁夏301省道，位于中华人民共和国宁夏回族自治区石嘴山市境内，连接平罗县马太沟镇和大武口区的石炭井街道。301省道全长63千米，由自治区负责管养。其中平罗县城至石炭井街道段又称平石公路，平罗县城至马太沟镇段因马太沟镇为原陶乐县县城，故又称平陶公路。平石段长45千米，平陶段长18千米。

## 修筑历程
平石公路由中央煤炭工业部投资44万元兴建，工程分为两期。第一期于1959年兴建平罗县城至平罗火车站段，由平罗县前进公社的前进、二闸、城关三个大队的义务民工9000人分段施工。当年六月初开工，月底完工，垫土方4.86万立方米，为土路（1960年铺成砂石路）。第二期于1959年秋至1960年底，修筑平罗火车站至石炭井段，此段组织义务民工1200人劈山筑路，用石77240立方米，土方62340立方米，为砂石路。1975年至1978年，自治区交通厅公路处将全线整修成沥青路面。

## 设施
- 平罗黄河大桥（陶乐黄河大桥）